# Torres de la Alameda
Torres de la Alameda község Spanyolországban, Madrid tartományban. Torres de la Alameda Villalbilla, Valverde de Alcalá, Pozuelo del Rey, Loeches, San Fernando de Henares és Alcalá de Henares községekkel határos. Lakosainak száma 7758 fő (2024).

## Népesség
A település népessége az utóbbi években az alábbiak szerint változott:
| Lakosok száma | 4541 | 5560 | 6881 | 7776 | 7906 | 7939 | 7825 | 7779 | 7714 | 7758 |
|               | 2001 | 2004 | 2007 | 2009 | 2012 | 2014 | 2017 | 2019 | 2022 | 2024 |